# Heavy Cross
"Heavy Cross" é uma canção da banda estadunidense The Gossip. Foi lançado em 28 de abril de 2009 como o primeiro single do quarto álbum de estúdio da banda, Music for Men.

## Desempenho nas paradas musicais
| Parada (2009)                                     | Melhor posição |
| ------------------------------------------------- | -------------- |
| Alemanha - Media Control AG                       | 2              |
| Austrália - ARIA Charts                           | 7              |
| Áustria - Ö3 Austria Top 75                       | 4              |
| Bélgica - Ultratop 50 (Flanders)                  | 4              |
| Bélgica - Ultratop 40 (Valônia)                   | 3              |
| Espanha - PROMUSICAE                              | 16             |
| Estados Unidos - Hot Dance Club Songs (Billboard) | 8              |
| França - SNEP                                     | 23             |
| Itália - FIMI                                     | 4              |
| Nova Zelândia - RIANZ                             | 12             |
| Suíça - Swiss Music Charts                        | 2              |